# シェンザ県
シェンザ県（シェンザけん）は中華人民共和国チベット自治区ナクチュ市の県の一つ。県政府所在地はシェンザ鎮（申扎鎮）。ガンディセ山脈と色林錯の間に位置し、県内に申扎自然保護区を有し、多種の鳥類が棲息する。

## 行政区画
2鎮、6郷を管轄：
- 鎮：シェンザ鎮（申扎鎮）、雄梅鎮
- 郷：下過郷、卡郷、巴扎郷、塔爾瑪郷、買巴郷、馬躍郷